# Palaiá Yiannitsoú
Palaiá Yiannitsoú (Palaia Giannitsou) är en ort i Grekland.   Den ligger i prefekturen Fthiotis och regionen Grekiska fastlandet, i den centrala delen av landet, 180 km nordväst om huvudstaden Aten. Palaiá Yiannitsoú ligger 983 meter över havet och antalet invånare är 174.
Terrängen runt Palaiá Yiannitsoú är huvudsakligen kuperad. Palaiá Yiannitsoú ligger uppe på en höjd.Runt Palaiá Yiannitsoú är det ganska glesbefolkat, med 23 invånare per kvadratkilometer. Närmaste större samhälle är Spercheiáda, 14,8 km söder om Palaiá Yiannitsoú. 